# High Voltage Records
High Voltage Records war ein australisches Musiklabel aus Essendon, Melbourne.
Über die reine Veröffentlichungstätigkeit hinaus sind bzw. waren jährliche Konzerte mit dem eigenen Repertoire fester Bestandteil des Programms. Bei der zehnten Auflage im Jahr 2010 spielte die US-Band Macabre als Headliner.
Ab dem Jahr 2011 sind auf Discogs keine Veröffentlichungen mehr hinterlegt.

## Veröffentlichungen (Auswahl)
- Blood Duster: Blood Duster (2003)
- Macabre: Dahmer (2010)
- Desecrator: Live Til Death (2011)